# مارکو میکلسون
مارکو میکلسون (استونیایی: Marko Mihkelson؛ زادهٔ ۳۰ نوامبر ۱۹۶۹) روزنامه‌نگار، سیاستمدار و نماینده مجلس اهل استونی است.